# Río Aguisejo
El río Aguisejo, también llamado Grado o Ayllón, es un curso de agua del interior de la península ibérica, que discurre por los municipios de Ayllón y Languilla, ambos en la provincia española de Segovia.
Su curso da nombre al Sexmo del Río, integrado por varios de los pueblos ribereños.

## Curso

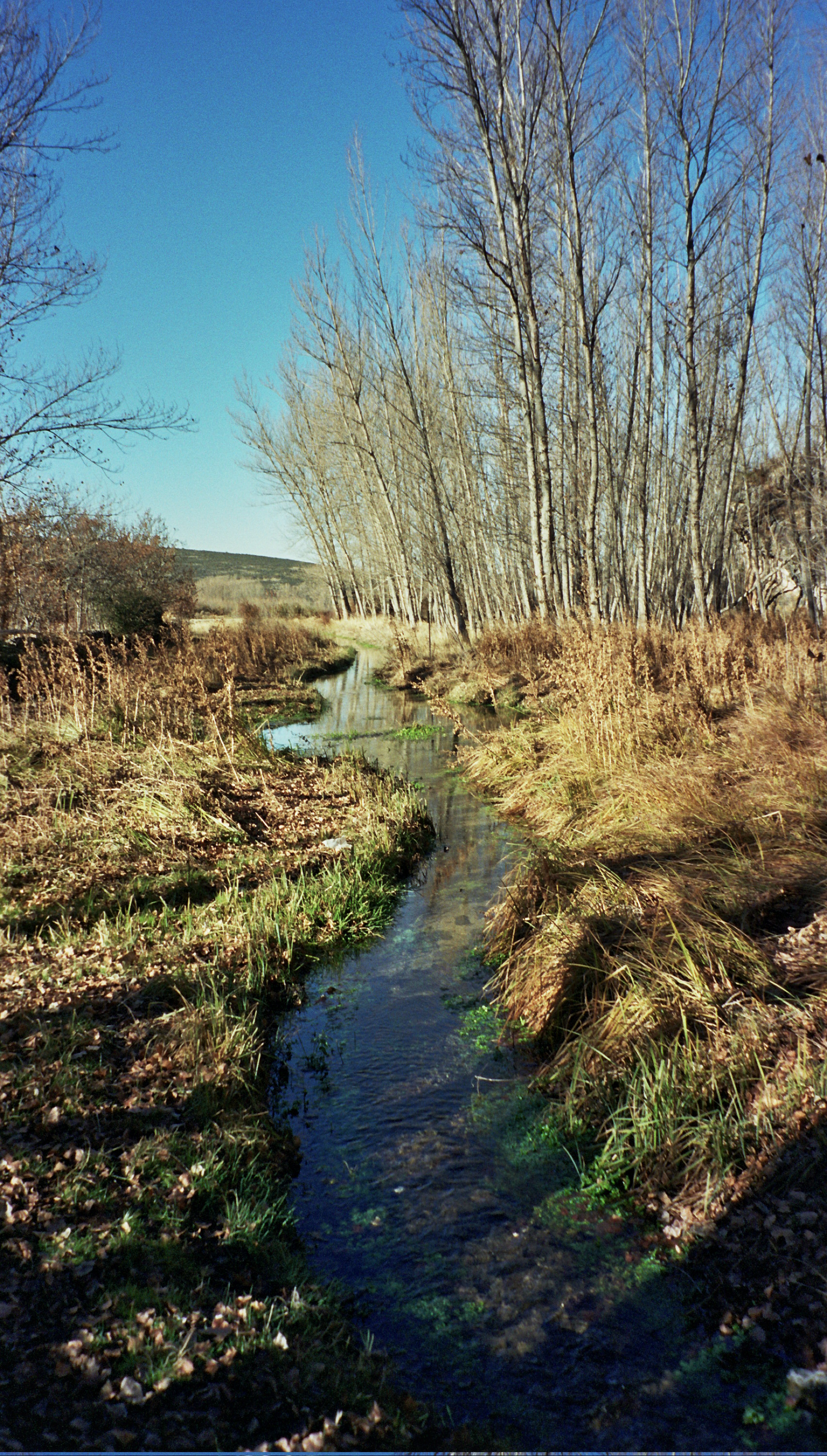
Manadero del Aguisejo

Nace en la sierra de Ayllón de la unión de los arroyos de Valquiciosa (Sierra de Pela), del arroyo de Los Prados (Villacadima) y del arroyo de la Sima, que recogen agua en la provincia de Guadalajara cerca de Grado del Pico en el manantial del Manadero, la pendiente media del río es 0,0168%.
Discurre hacia el noroeste y pasa por las localidades de:
- Grado del Pico
- Santibáñez de Ayllón
- Estebanvela, donde recibe las aguas, por su lado izquierdo, del río Cobos, que recoge aguas de Madriguera, El Negredo, El Muyo, Serracín.
- A un kilómetro en Francos, e igualmente por su lado izquierdo, se incorpora el Río Villacortilla que recoge aguas de Villacorta, Becerril y Martín Muñoz de Ayllón.
- Ayllón
- Mazagatos
- Languilla donde desemboca en el río Riaza.